# 재원 (1816년)
애신각라 재원/아이신기오로 자이유완(愛新覺羅 載垣, 만주어: ᡯᠠᡳ
 ᠶᡡᠸᠠᠨ Dzai Yūwan, 1816년 10월 16일 ~ 1861년 11월 8일)은 청 제국의 이혁친왕(怡革親王)으로 황족 종실, 귀족, 호족, 무관 관료, 정치인(동치제의 섭정)이다.

## 생애
도광제 치세 시절이던 1837년 청 제국 종실 관료직에 출사한 그는 이후 1861년 9월 10일에서부터 같은 해 1861년 11월 8일까지 청나라 제10대 황제 동치제(同治帝)의 섭정을 지내다가 당시 황족 종실 원로 가운데 일원이었던 친가 방계 족조부 이혁정친왕(已革鄭親王)이 모략 작전 지휘한 황궁 내부 계략에 휘말려 섭정 취임 2개월만이던 1861년 11월 8일에 스스로 음독하여 목숨을 끊었다.
그가 자살한 직후 그의 후임 섭정으로는 그를 위압 축출한 친가 방계 족조부 이혁정친왕(已革鄭親王)이 섭정 직위를 후승(後承)하였다.

## 친척 관계
- 방계 족조부: 이혁정친왕
- 방계 족조부: 이혁보국군왕
- 방계 족숙부: 함풍제
- 방계 족숙부: 공충친왕
- 방계 족제: 동치제

| 전임 이혁보국군왕 (친가 방척 족조부) | 청 목종 동치제의 섭정 1861년 9월 10일 ~ 1861년 11월 8일 | 후임 이혁정친왕 (친가 방척 족조부) |

## 같이 보기
- 입팔분공

틀:함풍제의 섭정
틀:동치제의 섭정